# Mariama Bâ
Mariama Bâ (ur. 17 kwietnia 1929 w Dakarze, zm. 17 sierpnia 1981 tamże) – senegalska pisarka. W swoich dziełach poruszała kwestie nierówności między mężczyznami i kobietami wynikające z afrykańskich tradycji.

## Życiorys
Urodziła się w Dakarze w Senegalu w 1929 r. w zamożnej rodzinie. Jej ojciec był urzędnikiem państwowym.
Po przedwczesnej śmierci matki wychowywana przez dziadków w duchu tradycyjnej muzułmańskiej rodziny. Jej ojciec, Amadou Bâ, został ministrem zdrowia pierwszego rządu senegalskiego w 1957 r.
Uczęszczała do szkoły francuskiej, gdzie wyróżniała się doskonałymi wynikami. Po ukończeniu szkoły podstawowej w wieku 14 lat rozpoczęła naukę w Rufisque Normal School w 1943 r., gdzie uzyskała dyplom nauczyciela w 1947 r. Zawód ten wykonywała przez dwanaście lat, a następnie poprosiła o przeniesienie do Regionalnego Inspektoratu Edukacji z powodów zdrowotnych.
Trzykrotnie zamężna, ma trzy córki z pierwszego małżeństwa, z Bassirou Ndiaye, oraz jedną z drugiego, z Ablaye Ndiaye; z trzecim mężem, posłem i ministrem Obèye Diopa, rozwiodła się doczekawszy się pięciorga dzieci. Doświadczenia z nieudanych małżeństw poprowadziły ją do zaangażowania się w wielu stowarzyszeniach wspierających edukację i walkę o prawa kobiet. Publikowała artykuły w prasie i wygłaszała liczne przemówienia na ten temat.
W 1979 roku poprzez Nouvelles éditions africaines wydała swoją pierwszą powieść Une si longue lettre, utrzymaną w stylu epistolarnym, w której bohaterka-narratorka Ramatoulaye podsumowuje swoje życie po śmierci męża. Książka ta ukazuje rodzący się w obliczu tradycji społecznych i religijnych nurt feministyczny w Afryce. Powieść po wydaniu spotkała się z ogromnym uznaniem czytelników i krytyków, zdobyła nagrodę Noma for Publishing in Africa na Targach Książki we Frankfurcie w 1980 r. Promowała prawa kobiet, zwłaszcza zamężnych, również poza literaturą. Wygłaszała przemówienia i pisała artykuły na temat życia kobiet, szczególnie tych znajdujących się w niekorzystnej sytuacji życiowej.
Zmarła wkrótce na raka, przed publikacją jej drugiej powieści, Un chant écarlate, która opowiada o mieszanym małżeństwie Senegalczyka z Francuzką, nieudanym z powodu egoizmu męża i różnic kulturowych.
Szkoła średnia w Gorée (Dom Edukacyjny Mariamy Bâ) nosi jej imię.
Dzieła Bâ odzwierciedlają przede wszystkim warunki socjalne panujące w jej najbliższym otoczeniu oraz w całej Afryce, a także wynikające z nich problemy: poligamia, kasty i wyzysk kobiet w pierwszej powieści oraz sprzeciw ze strony rodziny, brak zdolności przystosowania się do nowego środowiska kulturowego w małżeństwie międzyrasowym w drugiej.

## Uznanie
Pisarka Mariama Bâ jest jedną z pionierek literatury senegalskiej. Uzyskała rozgłos dzięki swojemu pierwszemu dziełu zatytułowanemu Une si longue lettre z 1979 roku. W swojej powieści opisuje nierówności między mężczyznami a kobietami, problemy kast społecznych, niesprawiedliwość wobec kobiet, wierzenia religijne, a także lokalne zwyczaje i rytuały, w tym pogrzeb. Porusza także kwestię poligamii, która jest gangreną afrykańskiego społeczeństwa, gdzie kobiety są bite i zastraszane, a do tego muszą znosić upokorzenie bycia tylko jedną z żon, z których nierzadko młodsze są w wieku ich dzieci. Powieść tak dobrze przyjęta, że władze Senegalu postanowiły na kilka lat umieścić ją w kanonie lektur kształcenia na poziomie szkoły średniej. Mariama Bâ stworzyła dzieło oparte na zasadzie odpowiedzialności i potrzeby solidarności, czym zasłużyła sobie na miano jednego z najsłynniejszych pisarzy Senegalu. Szkoła dla dziewcząt na wyspie Gorée nosi imię Bâ na cześć pisarki.

## Twórczość
- Une si longue lettre, Abidżan, Nouvelles éditions africaines, 1979, ISBN 2-7236-0430-6; przedruk, Paryż, Le Serpent à plumes, kol. „Motif” nr 137, 2001, ISBN 2-84261-289-2.
- Un chant écarlate, Abidżan, Nouvelles éditions africaines, 1981, ISBN 2-7236-0826-3.